# Diédougou (Ségou)
Diédougou is een gemeente (commune) in de regio Ségou in Mali. De gemeente telt 16.500 inwoners (2009).
De gemeente bestaat uit de volgende plaatsen:
- Bachi-Wèrè
- Diaramo
- Foroko
- Konkoa
- Koro
- Koromougou
- Nakili
- Niélé-Wèrè
- Niyoh
- Nolokoro
- Sijan-Wèrè
- Thouan
- Tiécouradian-Wèrè
- Toulouma
- Touné
- Touné-Wèrè
- Walakibougou
- Yollo (hoofdplaats)
- Yollo-Wèrè